# For One More Day (film)
For One More Day, ook wel Oprah Winfrey Presents: Mitch Albom's For One More Day, is een Amerikaanse televisiefilm uit 2007 onder regie van Lloyd Kramer. Het verhaal is een verfilming van het gelijknamige boek van Mitch Albom.

## Verhaal

### Proloog
Charley 'Chick' Benetto (Michael Imperioli) pleegt een laatste telefoontje met zijn ex-vrouw Catherine, waarin hij boos vraagt om uitleg waarom hij niet uitgenodigd was op de bruiloft van hun dochter Maria. Vervolgens stapt hij, stevig drinkend, in zijn auto en gaat op weg naar zijn vroegere woonplaats Pepperville. Als hij zijn fles drank laat vallen, probeert hij deze op te rapen, waarbij hij zijn ogen van de weg haalt. Hij botst met een tegenliggend busje en belandt met zijn wagen in de struiken. Daar wringt hij zich uit het wrak, neemt zijn geweer mee en strompelt het laatste stukje naar het speelveld van de honkbalclub waarvoor hij als klein jongetje speelde. Hij gaat er op de spelersbank zitten en zet het pistool tegen zijn hoofd, klaar om de trekker over te halen en er een eind aan te maken. Dan ziet hij aan de overkant van het speelveld zijn moeder Pauline (Ellen Burstyn) bij het hek staan. Alleen zij is negen jaar geleden overleden. Benetto loopt naar haar toe en gaat verward met haar mee naar het huis waarin ze vroeger woonden met zijn vader Len (Scott Cohen) en zusje Roberta (Jaclyn Tommer).

### Plot: het heden
Vervolgens flitst For One More Day vooruit in de tijd, wanneer Benetto een jaar later langs de lijn naar een honkbalwedstrijd voor kinderen zit te kijken. Een zelfverklaard sportjournaliste (Lexie Drago) wordt door een van de leiders van het team naar hem verwezen voor een goed verhaal. Dan blijkt dat Benetto het verhaal over de ontmoeting met zijn al negen jaar overleden moeder aan haar zit te vertellen.

### Plot: het verleden
For One More Day flitst vervolgens terug naar de tijd waarin Benetto als klein jongetje net in aanraking komt met honkbal. Hoewel zijn moeder erop hamert dat zijn school het belangrijkste is om aandacht voor te hebben, ondermijnt zijn vader dit uit alle kracht. Hij leert zijn zoon dat er in het leven winnaars en verliezers zijn en dat als hij een winnaar wil worden, hij alles moet doen om zo goed mogelijk in het honkballen te worden. Zijn vader is bij al zijn wedstrijden om hem aan te moedigen en tips te geven. Wanneer Benetto's ouders uit elkaar gaan, zijn dit de enige momenten waarop hij zijn vader nog ziet. Zijn vaders plannen blijken effectief wanneer die een scout van de New York Mets uitnodigt om te komen kijken naar zijn zoon. Die blijkt onder de indruk en zorgt voor een contract, waardoor Benetto professioneel honkballer wordt. De Mets bereiken de World Series, waarin Benetto nog reserve is. Vanaf het volgende seizoen behoort hij tot de kern. Wanneer de voorbereiding voor dat volgende seizoen een maand bezig is, loopt hij een ernstige knieblessure op. Hij keert nooit meer terug op niveau.
Benetto heeft zich jaren later neergelegd bij zijn lot wanneer hij zijn moeder bezoekt op haar 70e verjaardag. Dan belt zijn vader hem om te melden dat er een vriendschappelijke wedstrijd gepland staat, waarin spelers uitgenodigd zijn die ooit deelnamen aan de World Series. Er is iemand uitgevallen en hij heeft gemeld dat zijn zoon wel in kan vallen. Benetto laat zich overhalen om de verjaardag van zijn teleurgestelde moeder te verlaten en mee te doen aan de honkbalpartij. Als hij na afloop uit de douche komt, staat zijn vader hem op te wachten om erop aan te dringen dat hij gaat netwerken bij de andere spelers. Misschien zit er nog ergens een nieuw contract voor hem in. Benetto heeft op dat moment genoeg van de obsessie van zijn vader en verlaat het stadion. Op weg in de auto naar huis wordt hij gebeld door zijn zus. Zijn moeder is die middag overleden.
Dit blijkt de reden te zijn dat Benetto aan de drank is gegaan en alcoholist is geworden. Negen jaar later is zijn vrouw van hem gescheiden en zijn dochter van hem vervreemd. Dat blijkt de reden dat hij niet uitgenodigd was op haar bruiloft.

### In het ouderlijk huis
Gedurende Benetto's verhaal, keert de kijker telkens met hem terug naar scènes met hem en zijn (overleden) moeder in zijn ouderlijk huis, waarin ze hem bemoederd en met hem praat over vroeger. Zij vertelt hem onder meer dat zijn vader en zij destijds uit elkaar gingen omdat hij er een tweede gezin op na bleek te houden. Dit was hij begonnen tijdens zijn diensttijd in Italië, waarvan hij niet verwachtte levend terug te keren. Toen hij daarvan wél terugkeerde, ging hij terug naar zijn oorspronkelijke gezin, maar gaf zijn tweede familie (een vrouw en zoon) niet op en haalde ook hen naar de Verenigde Staten. Toen Benetto's moeder hierachter kwam, verliet ze zijn vader. Ze heeft hem nooit de waarheid verteld omdat ze hem deze pijn niet wilde aandoen, aangezien zijn vader een held voor hem was. Benetto heeft al die tijd gedacht dat zij schuld droeg aan de breuk.
Zijn moeder neemt hem eveneens mee naar verschillende oude bekenden op leeftijd, wiens haar zij verzorgt. Ze vertelt Benetto dat deze vrouwen binnenkort zullen overlijden. Dat zij dit weet, verwart hem nog meer.
De laatste keer dat hij zijn moeder ziet, zit ze naast hem in het autowrak waarmee hij van de weg geraakt is nadat hij op het busje botste. Als hij omkijkt naar de hulpverleners die hem uit de verongelukte wagen proberen te halen, is ze verdwenen.

### Epiloog
For One More Day keert op dat moment terug naar het tijdstip waarop Benetto dit aan de zelfverklaard sportjournaliste vertelt. Hij vertelt haar wat hij van dit alles geleerd heeft en dat als hij alles over kon doen, hij zich op zijn familie zou concentreren in plaats van heel zijn leven te richten op de sport die hem uiteindelijk niets opgeleverd heeft. Dan blijkt dat Benetto heel die tijd geweten heeft dat zijn toehoorder niet 'een sportjournaliste' is en dat zij heel die tijd geweten heeft dat hij niet 'de verteller van een verhaal' is. Het is Maria, zijn dochter, die hem na jaren een nieuwe kans is komen geven.
De stem van Maria vertelt dat ze na dat gesprek nog zes jaar met haar vader heeft doorgebracht, waarna hij overleed. Gedurende heel de film zijn er flitsen van pagina's in een typemachine voorgekomen, waarop het verhaal van de film neergetikt werd. De typiste blijkt al die tijd Maria te zijn geweest, die het verhaal over haar vader en zichzelf vertelde.

## Rolverdeling
| Acteur              | Personage                       |
| ------------------- | ------------------------------- |
| Michael Imperioli   | Charley 'Chick' Benetto         |
| Scott Cohen         | Len                             |
| Jaclyn Tommer       | Roberta                         |
| Ellen Burstyn       | Pauline (Posey) Benetto         |
| Lexie Drago         | Maria Benetto                   |
| Wyatt Ben Bernstein | honkbalfan                      |
| David Boston        | Mets-trainer                    |
| Andrew S. Bradley   | honkbalfan                      |
| Jackie Brown        | honkbalfan                      |
| Gail Bugeja         | 70's College Orientation Leader |
| Jennifer Cahill     | honkbaltoeschouwer              |
| Jeffrey Carroll     | oud-speler NY Mets              |
| David Casale        | oud-speler NY Mets              |
| Anthony Ciambrone   | Italiaanse jongen               |
| Jim Coope           | coach                           |
| Giò Crisafulli      | Felix Millan                    |

## Trivia
- Imperioli, Burstyn (als acteurs), Albom (als schrijver) en Kramer (als regisseur) maakten samen eerder de televisiefilm The Five People You Meet in Heaven.
- For One More Day was de tweede verfilming van een boek van Albom die Oprah Winfrey produceerde, na Tuesdays with Morrie (1999).
- For One More Day was de vierde Oprah Winfrey Presents-film van Kramer.

## Prijzen en nominaties
| jaar | prijs                     | categorie                                                                                    | genomineerde(n)                                          | uitslag     |
| ---- | ------------------------- | -------------------------------------------------------------------------------------------- | -------------------------------------------------------- | ----------- |
| 2007 | Satellite Award           | Best Motion Picture Made for Television                                                      | -                                                        | gewonnen    |
| 2007 | Satellite Award           | Best Actress in a Miniseries or a Motion Picture Made for Television                         | Ellen Burstyn                                            | genomineerd |
| 2008 | DGA Award                 | Outstanding Directorial Achievement in Movies for Television/Miniseries                      | Lloyd Kramer                                             | genomineerd |
| 2008 | Emmy Award                | Outstanding Music Composition for a Miniseries, Movie or a Special (Original Dramatic Score) | Lennie Niehaus                                           | genomineerd |
| 2008 | Golden Reel Award         | Best Sound Editing: Dialogue and ADR for Long Form Television                                | Miguel Rivera, Scott Hecker, Denise Janisz, Terry Garcia | genomineerd |
| 2008 | Screen Actors Guild Award | Outstanding Performance by a Female Actor in a Television Movie or Miniseries                | Ellen Burstyn                                            | genomineerd |